# La ventana indiscreta
La ventana indiscreta (cuyo título original en inglés, Rear Window, significa literalmente «Ventana trasera») es una película estadounidense de 1954 basada en el relato de 1942 It Had to Be Murder, de Cornell Woolrich, dirigida por Alfred Hitchcock y con actuación de James Stewart, Grace Kelly, Wendell Corey, Raymond Burr y Thelma Ritter. 
Fue galardonada con el premio del Círculo de críticos de cine de Nueva York y el premio National Board of Review el mismo año de su estreno por el papel de la futura princesa de Mónaco, y un año más tarde ganó el Premio Edgar al Mejor guion de John Michael Hayes. También en 1955 fue candidata a los Premios Óscar por mejor director, mejor fotografía en color, mejor guion adaptado y mejor sonido.
Fue clasificada para el AFI's 10 Top 10 en la categoría «Películas de misterio», junto a los largometrajes Dial M for Murder (1954), Vértigo (1958) y North by Northwest (1959). También es considerada como uno de los mejores thrillers, junto a las anteriormente mencionadas y El tercer hombre (1949).
En 1997, la película fue considerada «cultural, histórica y estéticamente significativa» por la Biblioteca del Congreso de Estados Unidos y seleccionada para su conservación en el National Film Registry.

## Argumento
La película se desarrolla en el patio interior de un pequeño edificio de grandes ventanas y suficiente amplitud de balcones como para que, por ejemplo, un matrimonio pueda dormir sobre un colchón en el suelo. Prácticamente todos pueden verse unos a otros si lo desean siempre que no echen persianas. En el centro del patio hay un parterre rectangular elevado cosa de medio metro y rodeado de flores, en una de cuyas esquinas, en la tierra donde están las flores, hurgará el perrito del que luego se hablará.
Al recuperarse de una pierna rota, el aventurero fotógrafo profesional L. B. "Jeff" Jefferies (James Stewart) está confinado en una silla de ruedas en su departamento de Greenwich Village. Su ventana trasera da a un patio y a varios otros apartamentos. Durante una poderosa ola de calor, mira a sus vecinos, que mantienen sus ventanas abiertas para mantenerse frescos.
Observa a una extravagante bailarina a la que apoda «Miss Torso»; una mujer soltera de mediana edad que él llama «Miss Lonelyhearts (corazón solitario)»; un compositor-pianista talentoso, soltero y de mediana edad; varias parejas casadas, una de ellas recién casadas; una escultora; y Lars Thorwald (Raymond Burr), un vendedor ambulante de joyas con una esposa postrada en cama.
Su sofisticada y bella novia, Lisa Fremont (Grace Kelly), lo visita periódicamente, al igual que la enfermera de su compañía de seguros, Stella (Thelma Ritter). Stella quiere que Jeff se establezca y se case con Lisa, pero Jeff es reacio.
Una noche, durante una tormenta eléctrica, Jeff escucha a una mujer gritar «¡No!» y luego el sonido de cristales rotos. Más tarde, un trueno lo despierta y observa a Thorwald saliendo de su departamento. Thorwald realiza repetidos viajes nocturnos llevando su maletín de muestra. A la mañana siguiente, Jeff se da cuenta de que la esposa de Thorwald se ha ido, y luego ve a este limpiando un cuchillo grande y una sierra de mano. Más tarde, ata un gran baúl con una cuerda pesada y hace que hombres en movimiento se lo lleven mientras Jeff discute todo esto con Lisa y con Stella.
Jeff se convence de que Thorwald ha asesinado a su esposa y le explica esto a su amigo Tom Doyle (Wendell Corey), un detective de la policía de la ciudad de Nueva York. Doyle no encuentra nada sospechoso y aparentemente, la Sra. Thorwald está al norte del estado, y ella misma recogió el baúl.
Poco después, el perro de un vecino es encontrado muerto con el cuello roto. La dueña del perro grita al otro lado del patio, quejándose del desprecio insensible de sus vecinos hacia los demás. Todos los vecinos corren hacia sus ventanas para ver lo que está sucediendo, excepto Thorwald, cuyo cigarrillo se puede ver brillar mientras se sienta en silencio en su oscuro departamento.
Seguro de que Thorwald también es culpable de matar al perro, Jeff le pide a Lisa que deslice una nota acusatoria debajo de su puerta, para que Jeff pueda ver su reacción cuando lo lea. Luego, como pretexto para sacar a Thorwald de su departamento, Jeff lo llama por teléfono y organiza una reunión en un bar. Él cree que Thorwald enterró algo incriminatorio bajo uno de los mazos de flores del patio y mató al perro cuando empezó a escarbar allí, así que cuando Thorwald se va, Lisa y Stella desentierran las flores sin encontrar nada en el lugar.
Para gran sorpresa y admiración de Jeff, Lisa sube la escalera de incendios al departamento de Thorwald y entra por una ventana abierta. Cuando este regresa y agarra a Lisa, Jeff llama a la policía, que llega a tiempo para salvarla al arrestarla. Jeff ve que Lisa tiene las manos detrás de la espalda y mueve el dedo con el anillo de bodas de la desaparecida. Thorwald se da cuenta de esto y ve a Jeff al otro lado del patio.
Jeff llama a Doyle y deja un mensaje urgente. Stella se dirige a la estación de policía para pagar la fianza de Lisa. Cuando suena su teléfono, Jeff supone que es Doyle, y dice que el sospechoso ha abandonado el apartamento. Cuando nadie responde, Jeff se da cuenta de que Thorwald mismo había llamado, y se dirige a enfrentarlo. Cuando Thorwald entra, Jeff enciende repetidamente las bombillas de su cámara, cegándolo temporalmente. Sin embargo el sospechoso agarra a Jeff y logra empujarlo por la ventana abierta, ya que este está pidiendo ayuda. Los agentes de policía entran al departamento cuando cae al suelo mientras otros oficiales han corrido para evitar su caída. Thorwald confiesa a la policía poco después.
Unos días más tarde, el calor ha aumentado, y Jeff descansa tranquilamente en su silla de ruedas, ahora con yeso en ambas piernas. La vecina solitaria está conversando con el pianista en su departamento, el amante de la bailarina regresa a casa del ejército, la pareja cuyo perro fue asesinado tiene un perro nuevo y la pareja de recién casados está discutiendo.
Lisa se reclina en el sofá cama del apartamento de Jeff, vistiendo jeans y aparentemente leyendo un libro titulado Beyond the High Himalayas . Tan pronto como Jeff se duerme, Lisa deja el libro y felizmente abre una revista de moda.

## Reparto
- James Stewart - L. B. "Jeff" Jefferies, fotógrafo profesional.
- Grace Kelly - Lisa Carol Fremont, novia de Jeff.
- Wendell Corey - Thomas J. Doyle, detective del NYPD y amigo de Jeff.
- Thelma Ritter - Stella, enfermera de Jeff.
- Raymond Burr - Lars Thorwald
- Irene Winston - Anna Thorwald, esposa de Lars
- Ross Bagdasarian - Compositor
- Judith Evelyn - Srta. Lonelyhearts
- Georgine Darcy - Miss Torso, bailarina.
- Jesslyn Fax - Escultora con problemas de audición.
- Rand Harper y Havis Davenport - Pareja recién casada.
- Frank Cady
- Sara Berner

Aparición de Hitchcock
El director Alfred Hitchcock hace su aparición en el minuto 25 de la película, arreglando un reloj en el apartamento de un compositor, mientras este está tocando una melodía en su piano.

## Producción
La película se filmó por completo en los estudios Paramount, que incluían un enorme set interior para replicar un patio de Greenwich Village. Los diseñadores de escenarios Hal Pereira y Joseph MacMillan Johnson pasaron seis semanas construyendo el conjunto extremadamente detallado y complejo, que terminó siendo el más grande de su tipo en Paramount. Una de las características únicas del set fue su sistema de drenaje masivo, construido para acomodar la secuencia de lluvia en la película. También construyeron el set alrededor de un sistema de iluminación altamente matizado que fue capaz de crear efectos de iluminación de aspecto natural tanto para las escenas diurnas como nocturnas. 
Además del cuidado y los detalles meticulosos que se pusieron en el set, también se prestó especial atención al sonido, incluido el uso de sonidos y música naturales que atravesarían el patio y entrarían en el departamento de Jefferies. 
Hitchcock trabajó con la diseñadora de vestuario Edith Head en todas sus películas de Paramount.
Aunque al veterano compositor de Hollywood Franz Waxman se le atribuye el puntaje de la película, sus contribuciones se limitaron a los títulos de apertura y cierre y la melodía del piano ("Lisa") escrita por uno de los vecinos, un compositor (Ross Bagdasarian), durante la película. Este fue el puntaje final de Waxman para Hitchcock. El director utilizó principalmente sonidos "diegéticos", sonidos que surgen de la vida normal de los personajes, a lo largo de la película.

## Recepción
El 4 de agosto de 1954, en el Teatro Rivoli de la ciudad de Nueva York, se celebró un "estreno mundial benéfico" para la película, con funcionarios de las Naciones Unidas y "miembros destacados del mundo social y del entretenimiento" yendo a la Fundación estadounidense-coreana (una organización de ayuda fundada poco después del final de la Guerra de Corea y dirigida por Milton S. Eisenhower, hermano del presidente Eisenhower).
La película se estrenó el 1 de septiembre de 1954, y ganó aproximadamente $5.3 millones en la taquilla norteamericana en ese año.

## Legado

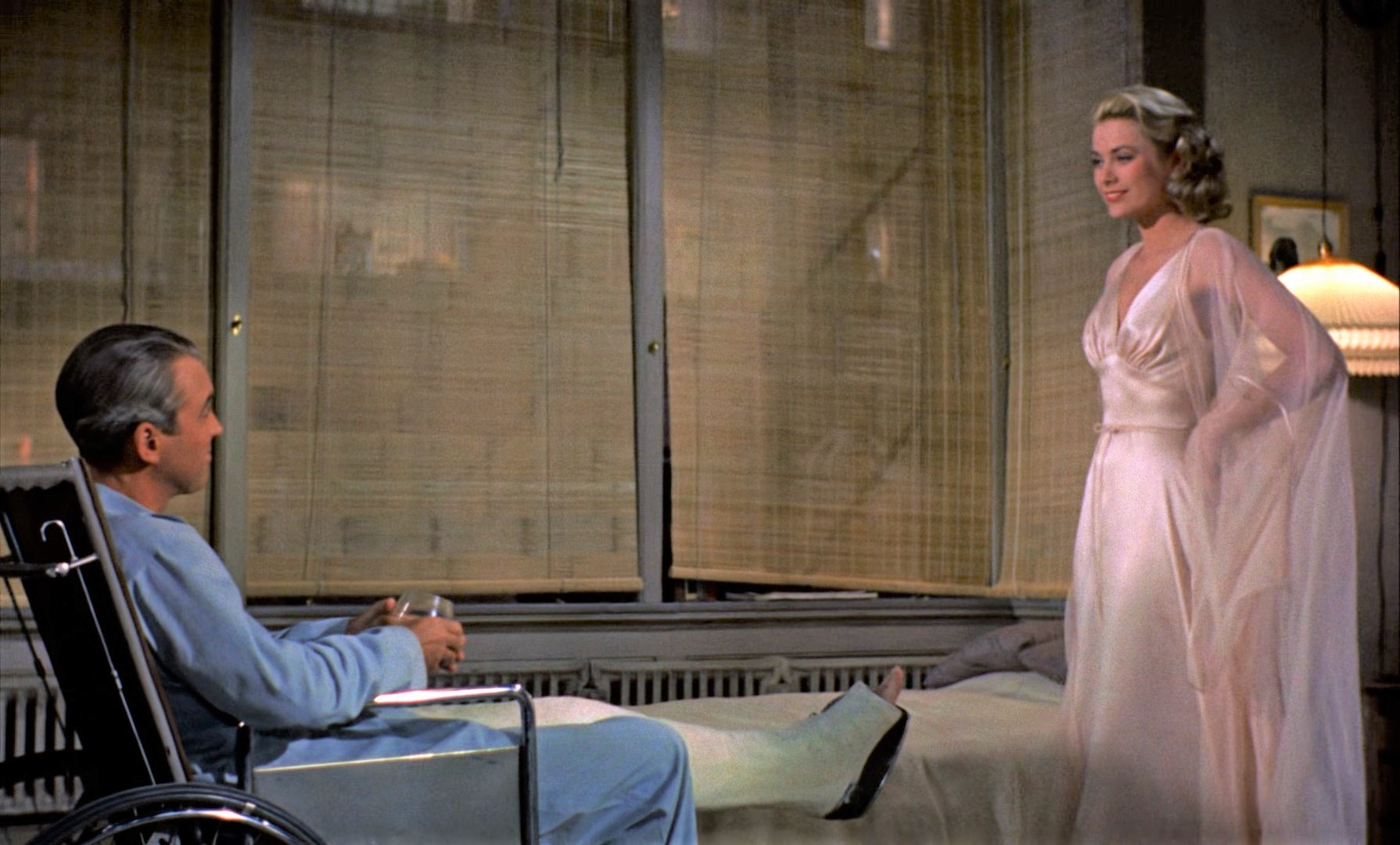
James Stewart y Grace Kelly en un fotograma del tráiler de la película.

- Brian De Palma rindió homenaje a la historia en Body Double (1984), en la cual añade toques de otra película de Hitchcock, Vértigo (1958).[9]
- Cómo perder la cabeza (2001), protagonizada por Freddie Prinze Jr., tiene una trama muy similar.
- En Disturbia (2007) el protagonista está bajo arresto domiciliario y el vecino no está casado.
- Marcos Bernstein hace una referencia a la película en Al otro lado de la calle (2004), con una vuelta de tuerca en Brasil.
- Varias series de dibujos le rinden tributo: en un capítulo de Tiny Toon Adventures el Pato Plucky está con la pierna enyesada en un hospital y cree que Elmer Gruñón planta unas plantas mutantes. En el episodio de Los Simpson, "Bart of Darkness", Bart se fractura una pierna al caer mal en una piscina y pasa el tiempo espiando a Flanders, creyendo que ha asesinado a su esposa.[10] En la serie Ruby Gloom, el episodio "Poe-Ranoia" está presentado como una parodia de la película. Otros ejemplos de series son: Rocket Power, La vida moderna de Rocko, Home Movies, That 70's Show,[11] The Venture Bros, Clarissa Explains It All y ALF.
- En What Lies Beneath (2000), Robert Zemeckis le rinde tributo a ésta y otras películas de Hitchcock.
- En Misterioso asesinato en Manhattan (1993), el personaje de Woody Allen y su esposa sospechan que su vecino ha asesinado a su esposa y se ven obligados a investigar por sí mismos.
- En Mujeres al borde de un ataque de nervios el personaje de Pepa (Carmen Maura) se sienta en un banco y espía el edificio donde vive su amante.
- En 1998, se estrenó una versión de la película para la televisión con el título La ventana de enfrente, protagonizada por Christopher Reeve (estando, en la vida real, ya paralizado tras su accidente) y Daryl Hannah.
- En 2013 la serie de televisión Castle, en su capítulo 100, hace un homenaje a esta película, el personaje principal, Richard Castle se ha roto la pierna y en su aburrimiento decide espiar al vecino de enfrente que al parecer ha asesinado a su esposa por serle infiel.
- En la película de 2012 The Amazing Spider-Man aparece un cartel de la película en la habitación de Peter Parker.
- En la serie de televisión Pretty Little Liars se hace referencia a una de las escenas similares a la película con el personaje de Toby Cavanaugh tras un accidente, vigilando al villano de la serie. También, el bar donde van las mentirosas al lo largo de la serie se llama "Rear Window Brew" traducido al español (preparare la ventana indiscreta) que luego es propiedad del personaje Ezra Fitz. Y en otro episodio a mitad de la primera temporada, el villano de la serie atropella a Hanna con un coche cuando ve demasiado, y termina encerrada en una silla de ruedas. como LB Jefferies. Pero en lugar de mirar, como lo hace Jefferies desde los confines de su edificio de apartamentos, ella está siendo vista por el villano de la serie.
- En la serie de televisión Raising Hope, uno de los personajes, Burt, se rompe la pierna y al mirar por la ventana sospecha del asesinato de su vecina a manos de su marido.
- En la tercera temporada de la serie 13 Reasons Why el protagonista, Clay Jenssen, y varios de sus compañeros hacen referencia a la película tras haberla visto proyectada en el cine.
- En el episodio 11 de la tercera temporada de la serie cómica Una familia de diez titulado «Renata indiscreta», Plácido López está en silla de ruedas luego de lastimarse la pierna por los constantes pisotones de su hijo, Plutarco. Para entretenerse espía a los vecinos desde su ventana con un telescopio. Mientras ve por la ventana, piensa que el abarrotero que vive cruzando la calle ha matado a su esposa con una cachiporra. Aldolfo se ofrece a atrapar al supuesto asesino para llevarlo ante la justicia. A través de una serie de eventos cómicos, la familia descubre que el vecino en realidad estaba matando cucarachas con una sandalia y su esposa está sana y salva. La familia López recibe su castigo por esta confusión cuando el administrador del complejo habitacional decide pintar todas las ventanas de negro para que no puedan espiar de nuevo a los vecinos.[12]
- En Toy Story 2  cuando los juguetes utilizan el flash de una cámara para cegar a Stinky Pete, el malo de la película es una referencia al final de dicho filme y le rinde tributo a Vértigo.
- En Saturday Night Live se hace parodia de la película de Hitchcock, con January Jones interpretando a Grace Kelly que se tira pedos constantemente, con chistes como ejemplo "Cuando esta cierre su ventana trasera (en referencia al título en inglés 'Rear Window') me avisas".
- En abril de 2013, en fotos de la revista Vogue con Tobey Maguire y Carolyn Murphy reinterpretaron escenas del clásico de Hitchcock en las fotos.[13] Y además La teatral puesta en escena, está inspirada, al igual que la película, en los años cincuenta y sirvió de hilo conductor para presentar las nuevas colecciones de aquella temporada.
- Dentro de la serie de fotografías que la revista Vanity Fair publicó en febrero de 2008, como homenaje a Hitchcock, también encontramos otra recreación de la misma película. Protagonizada en este caso por Scarlett Johansson y Javier Bardem.[14]
- En el año 2017, en la ciudad de Cannes en Francia, Lindsay Lohan usó un vestido bastante parecido al que usó Grace Kelly en la película.[15]
- El 19 de julio de 2019, en una proyección de la película en el cementerio Hollywood Forever Cemetery, Brie Larson utilizó un vestido blanco vintage de los años 1950 con tacones de gatito a juego y perlas en el cuello y la muñeca, y peinó su cabello en una onda clásica, que Kelly también usó para la película.[16]

## Premios y distinciones
| Fecha de la ceremonia                   | Premio                                                | Categoría                           | Tema                  | Resultado |
| --------------------------------------- | ----------------------------------------------------- | ----------------------------------- | --------------------- | --------- |
| 22 de agosto al 7 de septiembre de 1954 | Festival de cine de Venecia                           | León de Oro                         | Alfred Hitchcock      | Candidato |
| 20 de diciembre de 1954                 | Premio de la junta nacional de revisión               | Mejor actriz                        | Grace Kelly           | Ganadora  |
| Enero de 1955                           | Premios NYFCC                                         | Mejor actriz                        | Grace Kelly           | Ganadora  |
| Enero de 1955                           | Premios NYFCC                                         | Mejor director                      | Alfred Hitchcock      | Candidato |
| 13 de febrero de 1955                   | Premio DGA                                            | Logro sobresaliente en largometraje | Alfred Hitchcock      | Candidato |
| 28 de febrero de 1955                   | Premios del gremio de escritores de América           | Mejor drama estadounidense escrito  | John Michael Hayes    | Candidato |
| 10 de marzo de 1955                     | Premios BAFTA                                         | Mejor película                      | La ventana indiscreta | Candidata |
| 30 de marzo de 1995                     | Premios de la academia                                | Mejor director                      | Alfred Hitchcock      | Candidato |
| 30 de marzo de 1995                     | Premios de la academia                                | Mejor guion adaptado                | John Michael Hayes    | Candidato |
| 30 de marzo de 1995                     | Premios de la academia                                | Mejor fotografía: color             | Robert Burks          | Candidato |
| 30 de marzo de 1995                     | Premios de la academia                                | Mejor sonido: grabación             | Loren L. Ryder        | Candidato |
| 21 de abril de 1955                     | Premio Edgar Allan Poe                                | Mejor guion cinematográfico         | John Michael Hayes    | Ganador   |
| 18 de noviembre de 1997                 | Junta nacional de preservación de cine                | Registro nacional de cine           | La ventana indiscreta | Ganadora  |
| 2002                                    | Premio de la asociación de cine y televisión en línea | OFTA Film Hall of Fame - Película   | La ventana indiscreta | Ganadora  |